# 1559 en santé et médecine
| Années de la santé et de la médecine : 1556 - 1557 - 1558 - 1559 - 1560 - 1561 - 1562    |
| Décennies de la santé et de la médecine : 1520 - 1530 - 1540 - 1550 - 1560 - 1570 - 1580 |

Cet article présente les faits marquants de l'année 1559 en santé et médecine.

## Événement
- 30 juin-10 juillet : Le roi de France Henri II, blessé à l'œil au cours d'un tournoi, agonise et meurt à Paris malgré les soins de Vésale[1], mais sans doute pas d'Ambroise Paré, contrairement à l'opinion reçue[2].

## Publication
- Sous le titre d'Anatomia del corpo humano, Juan Valverde de Amusco (en) (c.1525-c.1587) publie la traduction italienne de son Historia de la composicion del cuerpo humano, parue en espagnol en 1556[3],[4].

## Naissances
- Jacques d'Amboise (mort en 1606), « chirurgien juré au Châtelet comme son père, puis chirurgien d'Henri III », et enfin, ayant pris ses grades à la Faculté, médecin d'Henri IV[5], mais n'ayant sans doute pas été nommé lecteur royal, contrairement à ce qu'on a pu penser[6].
- Jean Storms (mort en 1650 ou 1646), mathématicien, médecin et poète belge[7],[8].

## Décès
- 10 novembre : Jacques Milich (né en 1501), professeur de médecine et de mathématiques à Wittemberg, auteur de nombreux ouvrages sur l'art de guérir[9].
- Oddo de Oddis (it) (né en 1478), praticien à Venise, professeur à Padoue, auteur de divers ouvrages de médecine[9].
- Adrien L'Allemant (né en 1527), reçu docteur en médecine à Paris, commentateur d'Hippocrate et auteur d'une Dialectique en français pour les barbiers et chirurgiens[9].
- Realdo Colombo (né entre 1510 et 1520[10] (vers 1516[11] ?)), anatomiste lombard.